# Faella
Faella ist ein italienisches Dorf, das als Ortsteil (Fraktion, italienisch frazione) zur Gemeinde Castelfranco Piandiscò in der Provinz Arezzo in der Toskana gehört.

## Geografie
Der Ort liegt im oberen Arnotal (Valdarno) ca. 35 km nordwestlich der Provinzhauptstadt Arezzo und 30 km südöstlich der Regionalhauptstadt Florenz bei 149 m s.l.m.
Faella liegt in der Nähe der folgenden Orte: Figline Valdarno, Castelfranco di Sopra, San Giovanni Valdarno und Reggello. Benannt ist der Ort nach dem 12 km langen gleichnamigen Fluss, der Faella durchfließt und wenige Kilometer westlich in den Arno mündet.

## Geschichte
Im 13. Jahrhundert befanden sich auf einem Hügel in der Nähe des heutigen Ortskerns die Kirche San Michele und eine Burg. Von diesen Bauten gibt es heute keine sichtbaren Spuren mehr. Zum ersten Mal wird diese Burg im Jahre 1168 erwähnt, als ein Renuccino Ranieri den Mönchen des Klosters San Salvatore in Soffen zusichert, ihr Territorium zu respektieren.
1204 gehörte Faella zur Familie Da Quona. Während des Mittelalters wurde es in die Grafschaft Florenz eingemeindet und unterstand der Florentiner Signoria. Als 1250 die Stadt in Ortsteile unterteilt wurde, wurde Faella der „Sesto di San Piero“ zugeordnet. Im Zuge der Reformen Leopolds II. von 1773 wurde Faella der Gemeinde Castelfranco di Sopra zugeschlagen und dann 1811 in die Gemeinde Pian di Scò eingemeindet. Nach der Neuorganisation des Großherzogtums Toskana wurde Pian di Scò, und damit auch Faella, Bestandteil der Provinz Arezzo.
Am 27. Juli 1944 wurde Faella schwer beschädigt. Um den Einmarsch der alliierten Armeen zu verlangsamen, sprengten deutsche Truppen Gebäude, Straßen und Brücken. Ein großer Teil der historischen Bausubstanz des Dorfes wurde dabei zerstört. Bis zum 31. Dezember 2013 gehörte der Ort zur Gemeinde Pian di Scò und wurde dann mit Pian di Scò Ortsteil der neuen Gemeinde Castelfranco Piandiscò.

## Sehenswürdigkeiten
- Santa Maria a Faella, Parochialkirche im Ortskern. Wurde 1637 zur Hauptkirche ernannt und gehört zum Bistum Fiesole.[6]
- Balze di Faella, Gebirgsformation mit Steilhängen nahe Faella.